# Glenburgie
Glenburgie je skotská palírna společnosti Allied Domecq nacházející se ve vesnici Alves poblíž města Forres v kraji Morayshire, jež vyrábí skotskou sladovou malt whisky.
Palírna byla založena v roce 1829 a produkuje čistou sladovou malt whisky. Původní palírna se jmenovala Kilnflat, jež se nedokázala na trhu udržet. Dnešní palírna byla postavena v 70. letech minulého století. Produkuje whisky značky Glenburgie, což je osmiletá whisky s obsahem alkoholu 40 %. Tato whisky má výraznou dubovou chuť.